# Cordylancistrus
Cordylancistrus es un género de peces de la familia Loricariidae en el orden de los Siluriformes.

## Especies
Las especies de este género son:
- Cordylancistrus daguae (Eigenmann, 1912)
- Cordylancistrus nephelion Provenzano & Milani, 2006
- Cordylancistrus perijae Pérez & Provenzano, 1996
- Cordylancistrus platycephalus (Boulenger, 1898)
- Cordylancistrus platyrhynchus (Fowler, 1943)
- Cordylancistrus santarosensis Tan & Armbruster, 2012
- Cordylancistrus torbesensis (Schultz, 1944)